# HammerFall
HammerFall est un groupe suédois de power metal, originaire de Göteborg. Le groupe est formé en 1993, et initialement composé du guitariste de Ceremonial Oath, Oscar Dronjak et Jesper Strömblad du groupe In Flames en tant que projet musical parallèle.
Début 1997, le label allemand Nuclear Blast propose à HammerFall un contrat pour le marché européen, incluant notamment la production de quatre albums. Le groupe publiera alors quatre albums au label : Glory to the Brave en 1997, Legacy of Kings en 1998, Renegade en 2000 et Crimson Thunder en 2002. HammerFall se réunit en 2014 avec le producteur Fredrik Nordström pour un nouvel album.

## Biographie

### Débuts (1993–1995)
HammerFall est formé en 1993 lorsque le guitariste Oscar Dronjak quitte Ceremonial Oath et invite Jesper Strömblad (In Flames) à le rejoindre afin de mettre en place un nouveau projet musical. Dronjak a déjà composé la chanson Steel Meets Steel à l'époque et celle-ci sera incluse sur le premier album de HammerFall quelques années plus tard. Le groupe est rejoint peu de temps après par le guitariste Niklas Sundin, le bassiste Johann Larsson et le chanteur Mikael Stanne (Dark Tranquillity). Lorsque Niklas Sundin et Johann Larsson quittent HammerFall l'année suivante, Glenn Ljungström (ex-In Flames) et Fredrik Larsson (bassiste de l'ancien groupe de death metal suédois, Dispatched) les remplacent.
Dronjak et Strömblad jouent à l'époque dans d'autres groupes : le groupe Crystal Age de Dronjak, qui connait par ailleurs un succès mitigé, et le groupe qui influencera grandement le death metal mélodique suédois, In Flames, de Strömblad. Cependant, HammerFall continue à n'être qu'un projet musical parallèle pendant de nombreuses années, leurs concerts se limitant la plupart du temps à un concours de musique local nommé Rockslaget. Le groupe ne possédait alors à l'époque que peu de chansons et interprétait principalement des reprises de groupes tels que Pretty Maids, Judas Priest et Alice Cooper.

### Glory to the BraveetLegacy of Kings(1996–1998)

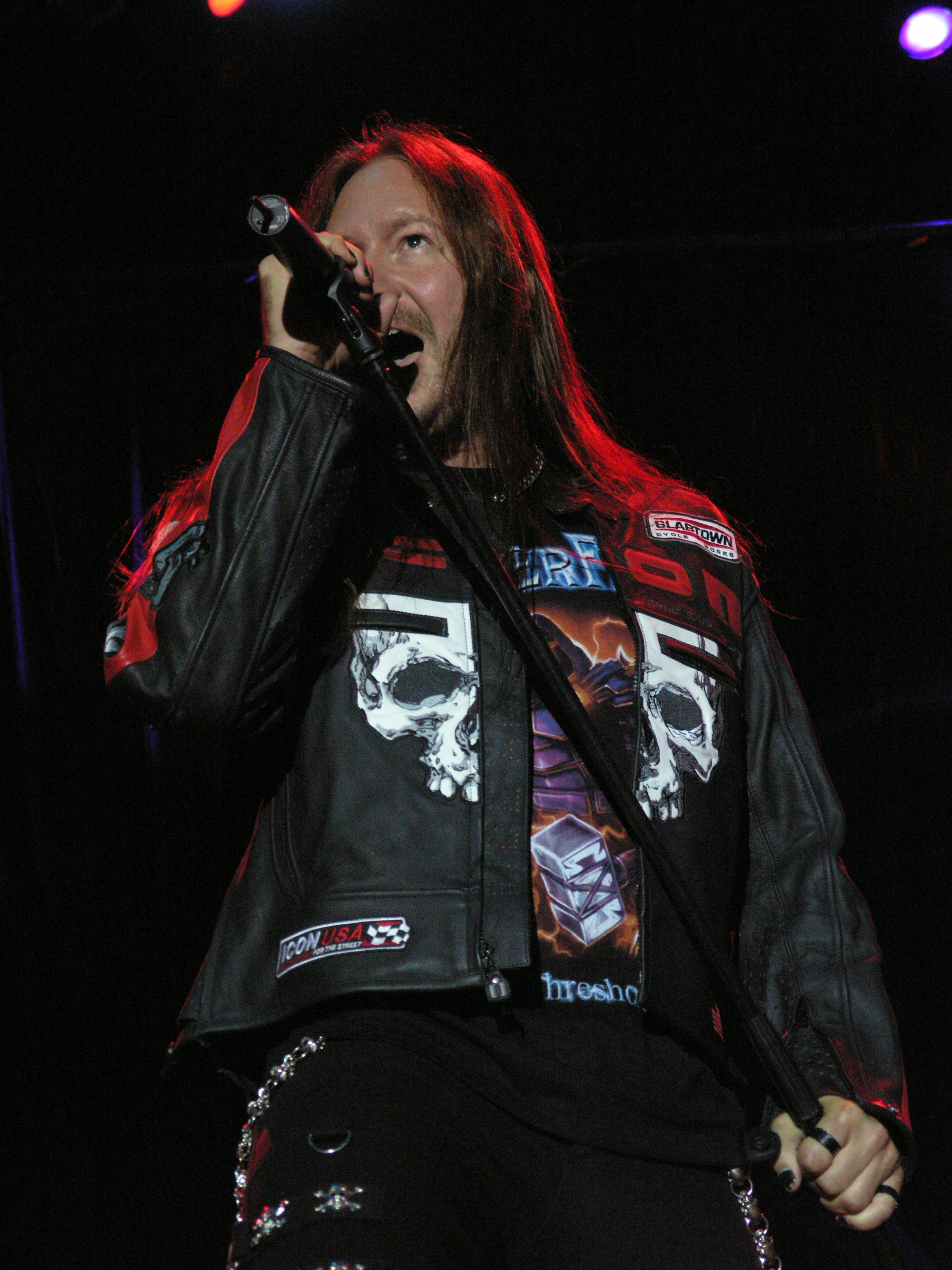
Joacim Cans se joint au groupe en 1996.

En 1996, HammerFall atteint les demi-finales du Rockslaget. Malheureusement, le chanteur Mikael Stanne sera dans l'incapacité de monter sur scène. De là, le groupe commence à rechercher un remplaçant et prend contact avec Joacim Cans. Le concert est un succès, mais les juges n'accordent pas l'accès à la finale pour HammerFall. À la fin de la journée, Joacim est accepté en tant que membre officiel du groupe.
En 1996, afin de faire connaître leur travail et de trouver une maison de disques, une courte performance live est enregistrée et envoyée au label néerlandais, Vic Records. Le groupe reçoit rapidement une proposition et passe toute l'année suivante à écrire et composer l'album Glory to the Brave. L'album est dans un premier temps publié aux Pays-Bas et obtient des critiques positives ; il est également à noter qu'il s'agit de la première fois qu'apparaît la mascotte du groupe, le paladin Hector, sur la couverture de l'album. Alors que HammerFall acquiert une certaine notoriété, les membres du groupe ont de plus en plus de difficultés à consacrer du temps aux autres projets. Jesper et Glenn décident de maintenir en priorité In Flames et Fredrik le groupe de thrash metal Beyond. Cependant, le line-up de HammerFall subit peu de temps après plusieurs changements. Stefan Elmgren arrive dans le groupe au poste de lead guitar et Patrik Räfling en tant que batteur, ayant rejoint le groupe à la fin de l'année 1997 après la sortie de Glory to the Brave (par ailleurs, Stefan Elmgren joua quelques morceaux sur l'album en tant que guest performer). Fredrik Larsson, quant à lui, décide de rester dans le groupe jusqu'à ce qu'un remplaçant soit trouvé pour lui. Cela arrive en mai 1998, lorsque le bassiste Magnus Rosén rejoint le groupe.

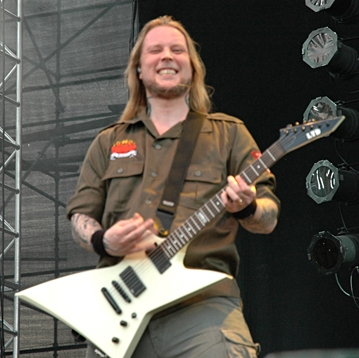
Jesper Strömblad quitte le groupe en 1997.

Début 1997, le label allemand Nuclear Blast propose à HammerFall un contrat pour le marché européen, incluant notamment la production de quatre albums. Le contrat est accepté et le groupe procède à l'enregistrement de leurs deux premiers clips - Hammerfall et Glory to the Brave. Après la sortie d'un single promotionnel, Glory to the Brave est publié à travers toute l'Europe. Les résultats sont inattendus, même après une intense campagne marketing par Nuclear Blast. L'album atteint la trente-huitième position sur les charts allemands la semaine de sa sortie, ce qui n'avait jamais été le cas auparavant avec un premier album de metal. Accompagnant les groupes Gamma Ray, Jag Panzer, Lake of Tears et Raven, plusieurs tournées à travers le continent Européen s'ensuivent. Le concert au Wacken Open Air est joué devant une foule de plus de dix mille personnes. Approchant la fin de 1997, Glory to the Brave est publié au Japon et aux États-Unis. Les ventes de l'album atteignent plus de cent mille copies. HammerFall est également nommé aux Swedish Grammy Awards dans la catégorie de « meilleur groupe de hard rock ».
En février 1998, l'enregistrement de Legacy of Kings débute. L'album est une fois de plus écrit par Joacim, Oscar et Jesper, qui malgré avoir quitté le groupe continue à y prendre part afin de garder la même ambiance générale que celle de leur premier album. L'album est produit par Fredrik Nordström (Dream Evil) et Oscar, avec l'aide de Joacim. Le groupe passe un mois et demi au studio afin d'enregistrer l'album. HammerFall fait d'impressionnants concerts avant la sortie de Legacy of Kings, jouant dans des festivals avec des groupes tels qu'Alice Cooper, Rammstein, Deep Purple, Dream Theater, Saxon et Stratovarius. Leur première tournée mondiale a lieu en octobre 1998. Durant les concerts en Suède, Joacim Cans attrape une grave infection à la gorge, l'empêchant de chanter. Peu de temps après, Magnus Rosén subit également les mêmes symptômes, et après lui l'équipe d'entretien entière tombe malade. Les membres du groupe jouent aussi longtemps qu'ils le peuvent et sont ensuite forcés de repousser ou d'annuler quelques concerts. Lors de leur passage à travers l'Amérique du Sud, HammerFall prend de courtes vacances pour voir les plages brésiliennes, mais repart très vite en tournée. À la fin de la tournée, le batteur Patrik Räfling quitte le groupe, et Anders Johansson, un ami de Magnus Rosén, se joint à eux en tant que musicien occasionnel. Il devient membre permanent au début de 1999. Anders a également travaillé auparavant avec le guitariste Yngwie Malmsteen sur Rising Force et sur certains autres projets ; il est le frère de Jens Johansson de Stratovarius.

### RenegadeetCrimson Thunder(2001–2003)

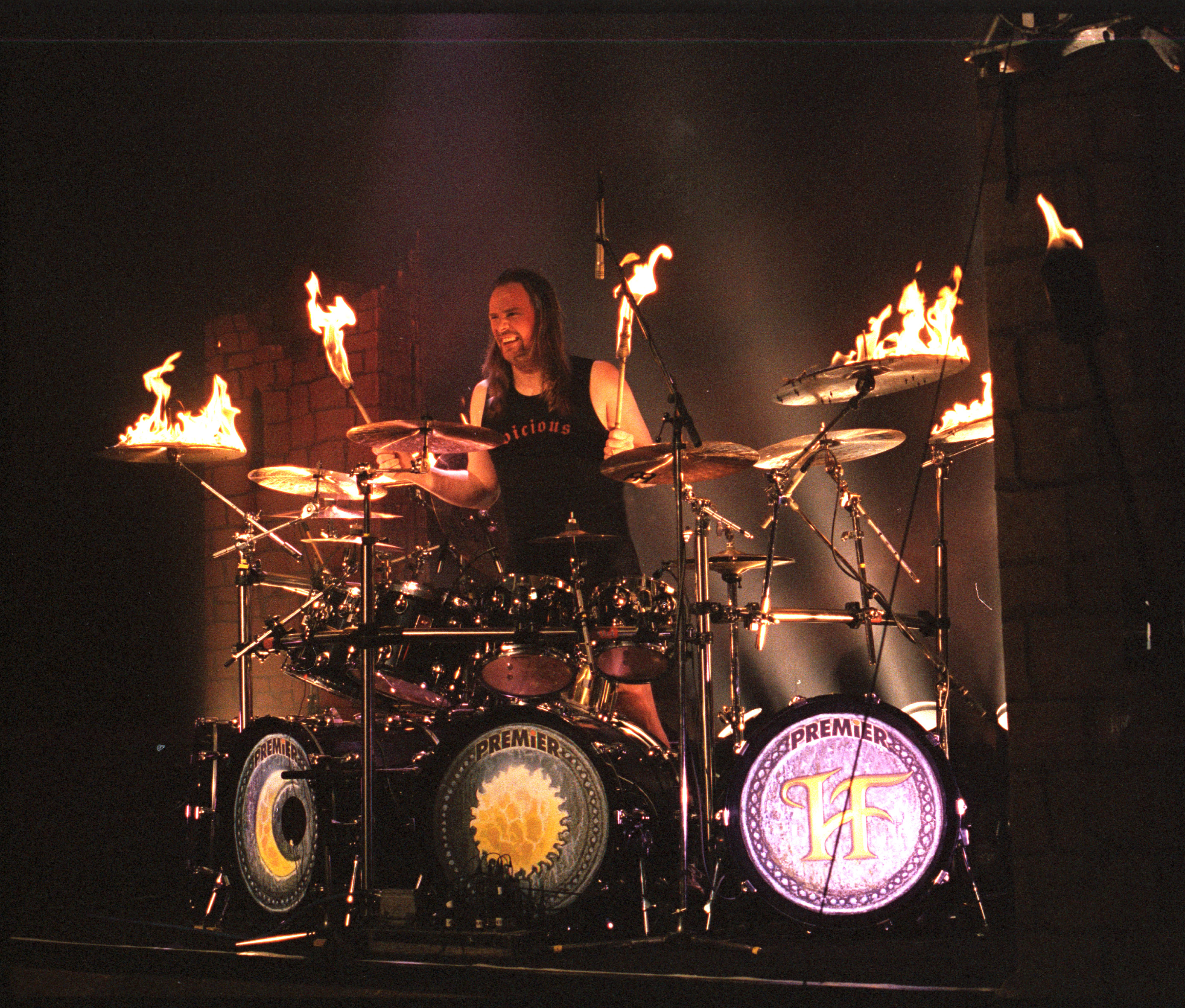
Anders Johansson.

Après une longue série de concerts, le groupe revient en Suède afin de retrouver leurs familles et de commencer à composer des chansons pour leur prochain album. HammerFall fait des arrangements pour que cet album soit enregistré par Michael Wagener, qui avait précédemment produit des groupes tels que Accept, Alice Cooper et Ozzy Osbourne. L'enregistrement dure 8 semaines et l'album est intitulé Renegade. Le changement de producteur de Fredrik Nordström à Wagener est accueilli par les médias en général avec scepticisme. Cependant, après Renegade, les critiques sont pour la plupart positives, bien que tous s'accordent à dire que le son du groupe est remarquablement différent. Un clip, réalisé par Roger Johansson, est créé pour la chanson Renegade et atteint les classements allemands et suédois ; cela se reproduit peu de temps après pour l'album lui-même, décrochant un disque d'or avec plus de quarante mille exemplaires vendues. Oscar déclare sur le site Metal Rules, qu'en ce qui concerne la sortie de Renegade le groupe se dirige vers un son plus « commercial » afin d'attirer un public plus large et que les albums suivants ne suivront pas le même modèle[réf. nécessaire]. La seconde tournée mondiale du groupe débute en janvier 2001. Les concerts de cette tournée incluent une réplique de la couverture du deuxième album sur scène, construite en forme de château en ruines duquel les musiciens montent sur scène. Au total, la tournée inclut presque soixante concerts. Le groupe sort ensuite un DVD intitulé The Templar Renegade Crusades, incluant les vidéos des tournages des sessions d'enregistrement, des concerts live, les coulisses de la tournée et des rencontres avec des fans. Le tournage est organisé entre les sessions d'enregistrement de Legacy of Kings jusqu'à la fête liée au disque d'or en novembre 2001.
HammerFall commence ensuite à enregistrer leur quatrième album Crimson Thunder. Des arrangements ont lieu afin que les sessions d'enregistrement se déroulent dans les JM Studios : de Charlie Bauerfeind, dans le studio Wisseloord aux Pays-Bas, et le studio Blind Guardian en Allemagne, pour la basse. Depuis Crimson Thunder, toutes les couvertures d'album de HammerFall sont peintes par le directeur artistique de Blizzard Entertainment, Samwise Didier (les précédentes sont illustrées par Andreas Marshall). À la fin des sessions d'enregistrement en 2000, la presse est invitée à écouter l'album. Les réactions sont positives, et la plupart semblent percevoir l'album comme un changement bénéfique depuis Renegade. Un single pour la chanson Hearts on Fire sort six semaines avant le lancement de l'album et reste en tête des parades de certains pays Européens pendant des semaines. La chanson attire également de nombreux fans grâce à son refrain entraînant et de simples riffs couplés à des solos rapides de guitare.
Le tournage du clip Hearts on Fire, réalisé par Roger Johansson est prévu pour août la même année. Les plans du groupe, en revanche, doivent être repoussés d'une semaine à cause d'un incident qui arrive une nuit. Alors que Joacim était avec sa petite amie dans un club de rock qu'il fréquentait depuis dix ans, il est attaqué par une personne inconnue qui le frappe à la tête avec un verre de bière avant de s'enfuir en vitesse. Joacim perd conscience instantanément et doit être emmené à l'hôpital où il subit une opération et se repose quelques jours. Aussitôt qu'il lui est possible, celui-ci retourne auprès du groupe tourner le clip. Afin de promouvoir la sortie de l'album en Amérique du Nord, ils partent en tournée avec Dio durant novembre et décembre 2002. Entretemps, le manager du groupe disparait, emportant avec lui tous les bénéfices des concerts. Malgré ce fait, la tournée est couronnée de succès et part pour l'Europe. Des changements ont lieu en ce qui concerne le groupe sur scène; de nombreux investissements sont faits dans des feux d'artifice et pour la présence de la mascotte Hector sur scène. La reproduction du décor du single Hearts on Fire est aussi ajoutée à la prestation. La tournée progresse ensuite au Japon, puis en Amérique du Sud. HammerFall est également présent à des festivals en Allemagne, Espagne et République tchèque aux côtés de Iron Maiden, Slayer, Twisted Sister, U.D.O. et Stratovarius.
La tournée de HammerFall se finit brutalement lorsqu'Oscar Dronjak est victime d'un accident de moto, lui cassant le bras gauche et lui laissant plusieurs séquelles mineures. Le groupe n'a ensuite plus aucun choix que de prendre des vacances. Stefan décide d'acquérir une licence de pilote, Magnus et Anders continuent à travailler sur leurs projets musicaux et Joacim commence à travailler sur son album solo et a son premier enfant. Oscar se focalise sur sa réhabilitation. Avec un groupe de spécialistes, il est capable de retrouver toutes les capacités de son bras. Il retrouve ensuite Anders, Joacim, et Stefan avec les groupes Helloween, Gamma Ray et Pretty Maids entre autres, et joue dans la célébration des vingt ans du club de rock allemand Rockfabrik.

### Chapter V: Unbent, Unbowed, UnbrokenetThreshold(2005–2008)

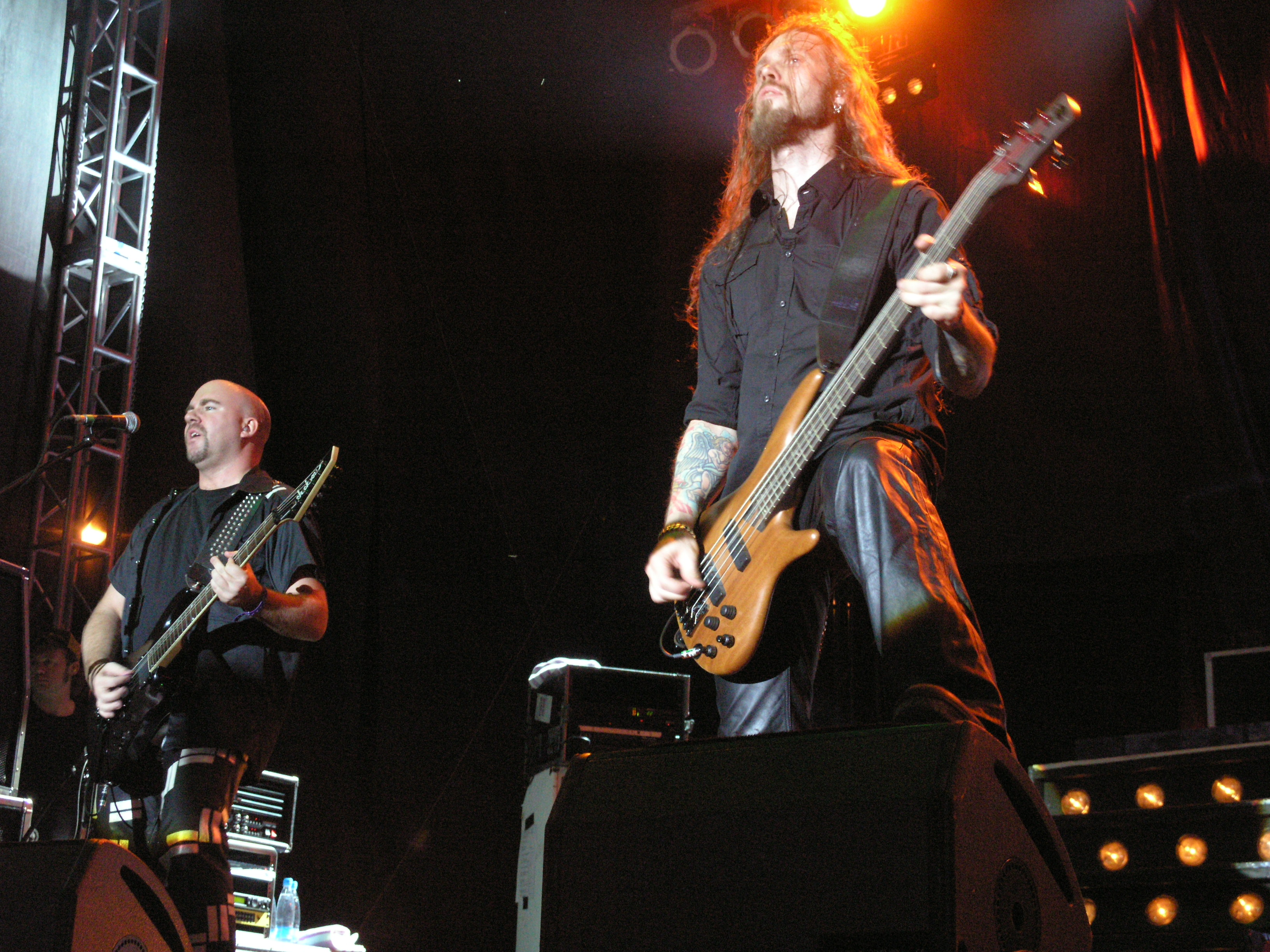
Stefan Elmgren quitte le groupe en 2008, et Fredrik Larsson les rejoint en 2007.

L'album live et le DVD One Crimson Night sont publiés en février 2003. Après deux années d'inactivité le groupe sort Chapter V: Unbent, Unbowed, Unbroken, lequel est suivi d'une tournée en Europe et en Amérique du Sud. Un clip pour la chanson Bloodbound est réalisé par Roger Johansson. Le 16 octobre 2005, il est annoncé que HammerFall (avec le groupe Europe) ferait partie du concours Eurovision. Cette rumeur est réfutée par le chanteur Joacim Cans seulement deux semaines après. Joacim explique qu'« il n'y a eu aucune discussion ou quoi que ce soit pour y participer. »
Leur sixième album, intitulé Threshold, est enregistré entre mai et juin 2006, et publié le 20 octobre 2006 ; il arrive directement premier des charts suédois. Le 6 mars 2007, une déclaration est postée sur le site web officiel de HammerFall, affirmant que le bassiste Magnus Rosén ne voulait plus être associé au groupe. Les raisons de son départ sont qu'il n'était pas heureux au sein du groupe et voulait se focaliser sur d'autres projets. Sur son propre site Internet (et plus précisément sur sa propre annonce), il est annoncé que Magnus était fatigué du jeu de basse trop simple qu'il était forcé de jouer dans HammerFall, et qu'il était incapable d'apporter son propre jeu au groupe. Il veut à présent « être plus créatif dans sa carrière[réf. nécessaire]. » Le 10 avril, il est annoncé sur le site officiel de HammerFall que le remplaçant de Magnus est l'ancien membre Fredrik Larsson, qui a joué de la basse sur l'album Glory to the Brave. Trois nouvelles chansons sont enregistrées pour le premier best-of du groupe. Celles-ci sont Last Man Standing, Restless Soul, et The Abyss. Ils réenregistrent également la chanson Hammerfall. Steel Meets Steel - Ten Years of Glory sort le 12 octobre 2007. Le 2 avril 2008, Stefan Elmgren annonce sa décision de quitter HammerFall afin de commencer une carrière de pilote de ligne. Il est remplacé par Pontus Norgren du groupe The Poodles. Le 28 juin 2008, un album de reprises intitulé Masterpieces est publié.

### No Sacrifice, No VictoryetInfected(2009–2012)

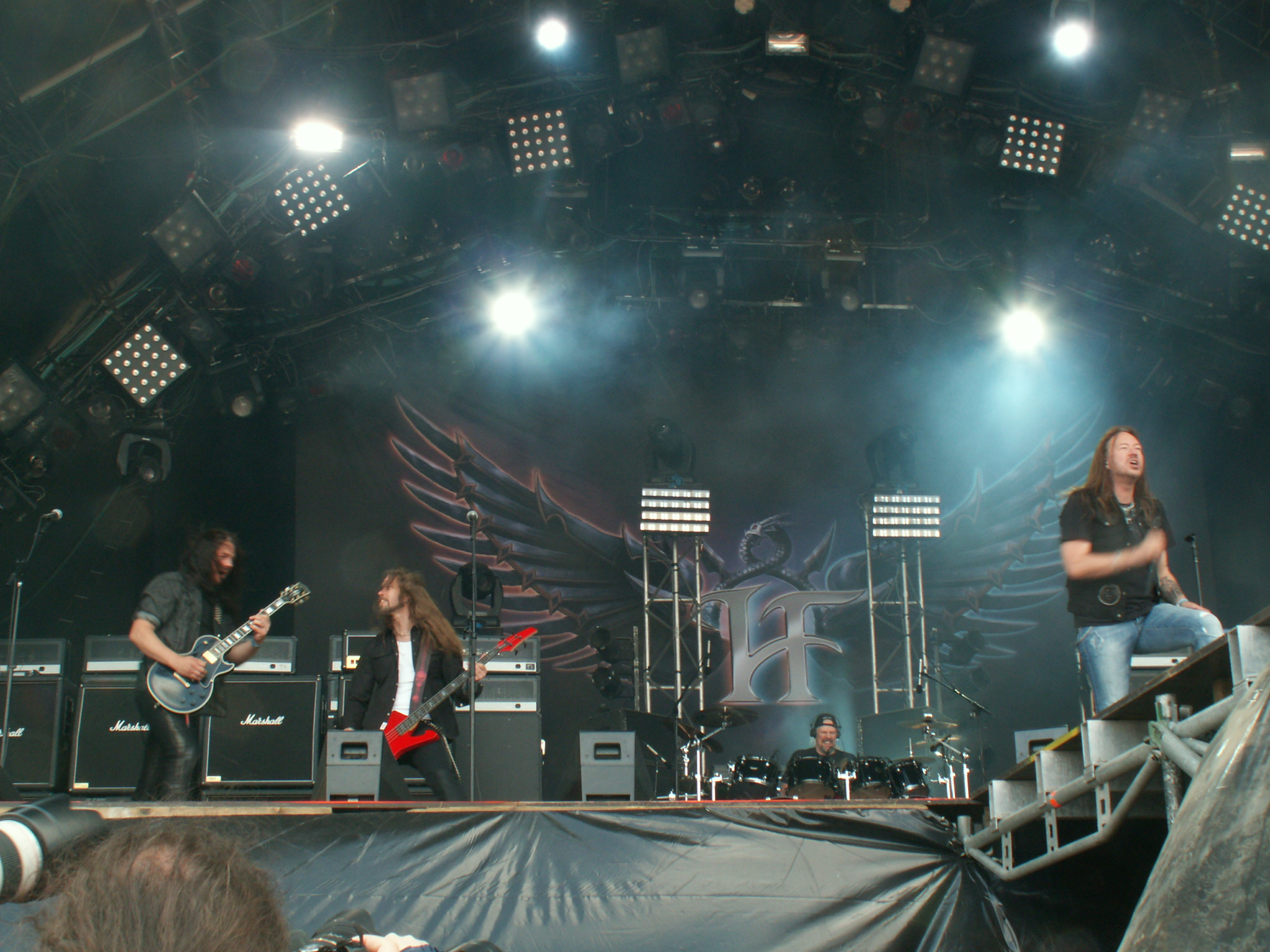
HammerFall au Hellfest 2011

Leur septième album, intitulé No Sacrifice, No Victory, est publié le 20 février 2009 suivi d'un clip vidéo de la chanson Any Means Neccessary. Le groupe termine leur huitième album Infected, publié le 20 mai 2011 en Europe, et le 7 juin 2011 aux États-Unis. De très grands changements dans la musique de HammerFall ont eu lieu au cours de cet album. Hector, le fier templier a été échangé contre des morts-vivants assoiffés de chair humaine, ce qui accentue ces changements.

### (r)EvolutionetBuilt to Last(depuis 2014)
Après 18 mois de pause, HammerFall se réunit avec le producteur Fredrik Nordström pour un nouvel album. Enregistré aux studios Castle Black, (r)Evolution est publié le 29 août 2014. Il atteint les classements à l'international et la première place des classements en Suède et du Billboard Heatseekers Chart aux États-Unis. La sortie de l'album suit d'une tournée intitulée World Wide (r)Evolution 2014-15, en Amérique du Sud avec Edguy et Gotthard, puis en Europe au début de 2015. Peu après la sortie de (r)Evolution, le groupe se sépare du batteur Anders Johansson, qui est temporairement remplacé par David Wallin.
En mars 2016, le groupe annonce sa signature au label Napalm Records, et un dixième album album, Built to Last, annoncé le 4 novembre 2016.

### DominionetHammer of Dawn(depuis 2019)
Dominion, onzième album du groupe, sort le 16 août 2019.
Le 1er décembre 2021 paraît le clip vidéo du titre Hammer Of Dawn, premier extrait du nouvel album éponyme, prévu pour 2022.
Le 20 janvier 2022, paraît le clip vidéo du titre Venerate Me, deuxième extrait du nouvel album, dont la sortie est prévue le 25 février 2022.

## Membres

### Membres actuels
- Joacim Cans – chant (depuis 1996)
- Oscar Dronjak – guitare rythmique, chœur (depuis 1993)
- Pontus Norgren - guitare solo (depuis 2008)
- Fredrik Larsson – basse, chœur (1994-1997, depuis 2007)
- David Wallin – batterie (2014-)

### Anciens membres
- Fredrik Larsson – basse (1993-1994)
- Niklas Sundin – guitare solo (1993-1995)
- Mikael Stanne – chant (1993-1996)
- Jesper Strömblad – batterie (1993-1997)
- Glenn Ljungström – guitare solo (1995-1997)
- Patrik Räfling – batterie (1997-1999)
- Magnus Rosén – basse (1997-2007)
- Stefan Elmgren – guitare solo, chœurs (1997-2008)
- Anders Johansson – batterie (1999-2014)

## Discographie

### Albums studio
- 1997 : Glory to the Brave
- 1998 : Legacy of Kings
- 2000 : Renegade
- 2002 : Crimson Thunder
- 2005 : Chapter V: Unbent, Unbowed, Unbroken
- 2006 : Threshold
- 2009 : No Sacrifice, No Victory
- 2011 : Infected
- 2014 : (r)Evolution
- 2016 : Built to Last
- 2019 : Dominion
- 2022 : Hammer of Dawn
- 2024 : Avenge the Fallen

### Album live
- 2003 : One Crimson Night (live)
- 2013 : Gates of Dalhalla (live)
- 2020 : Live! Against the world (live)

### Best of et reprises
- 2007 : Steel meets Steel: Ten Years of Glory
- 2008 : Masterpieces

### Singles
- 1997 : Glory to the Brave
- 1998 : Heeding the Call
- 1999 : I Want Out (reprise de Helloween)
- 2000 : Renegade
- 2001 : Always Will Be
- 2002 : Hearts on Fire
- 2005 : Blood Bound
- 2006 : The Fire Burns Forever
- 2006 : Natural High
- 2007 : Last Man Standing
- 2011 : One More Time

### Compilations
- 2007 : Metallic Emotions (incluant la chanson Dark Wing, Dark Words et le clip de Blood Bound)

## Vidéographie

### Clips
- 2005 : Blood Bound, tiré de Chapter V: Unbent, unbowed, unbroken, dirigé par Roger Johansson et Alex Hansson
- 2011 : One More Time, tiré de Infected, dirigé par Patric Ullaeus
- 2014 : Hector's Hymn, tiré de (r)Evolution

### DVD
- 1999 : The First Crusade
- 2002 : The Templar Renegade Crusades
- 2002 : Hearts On Fire
- 2003 : One Crimson Night
- 2008 : Rebels With A Cause - Unruly, Unrestrained, Uninhibited
- 2012 : Gates of Dalhalla, réalisé par Patric Ullaeus